# Басаргін Микола Васильович
Мико́ла Васи́льович Басаргі́н (травень 1799 або 9 травня 1799 , Липна (Владимирська область), Владимирська губернія  — 3 (15) лютого 1861 , Москва ) — декабрист, член Союзу благоденства і Південного товариства, поручик, старший ад'ютант Головного штабу 2 армії. 
Походить з дворян Володимирської губернії. Виховувався вдома, а з 1817 року у  Московському навчальному закладі для колонновожатих. В березні 1820 року відряджений до  Тульчина. Служив у Тульчині в 2-й армії. В члени  Союзу благоденства Басаргін вступив 1819 році. В 1821 році брав участь в тульчинській нараді по створенню  Південного товариства і схвалював рішучі революційні плани ліквідації самодержавства. Залишався в товаристві до 1822 року,а потім припинив усі відносини з членами товариства та про підготовку повстання  нічого не знав.  Засуджений на 20-річну каторгу. За амністією 1856 року повернувся  в Європейську  Росію. Помер у  Москві і похований на П'ятницькому цвинтарі.
Мемуарист. Басаргін відомий як автор «Записок» про Південне товариство і «Спогадів».